# Абсорбційне осушування газу
Абсорбці́йне осушу́вання га́зу — вилучення пари води з газу рідкими поглиначами.

## Опис
Найбільше поширення як поглиначі води на устаткуванні абсорбційного осушування газу знайшли гліколі. Для реалізації процесу осушування газу від води до точок роси від −10 до −15 °C використовують сепаратор, абсорбер, регенератор гліколю, теплообмінник «гліколь-гліколь», насос. Для регенерації звичайно застосовують вогневий регенератор чи десорбер колонного типу з подаванням рефлюкса на верхню тарілку. Підвищення концентрації регенерованого гліколю поряд з підігріванням його в регенераторі досягається або створенням вакууму в колоні регенерації, або додатковим вилученням пари води з регенерованого гліколю за допомогою сухого газу. Більш глибоке осушування газу (до точок роси від −40 до −60 °C) з використанням гліколевого устаткування досягається за температур контакту в абсорбері 8—10 °C і високих концентрацій регенерованого гліколю (до 99,8—99,95 %). Газ осушується в контакторі, регенерація гліколю відбувається в десорбері підігріванням з допомогою печі (ребойлера), у стрипері (відгінній колоні) з допомогою відгінного сухого газу. 
Енергетичні витрати, які пов'язані з циркуляцією всього об'єму регенерованого висококонцентрованого гліколю по всій схімі, можна зменшити застосуванням процесу двоступінчастого осушування газу висококонцентрованим гліколем. Тут газ осушується від води в абсорбері двома потоками гліколю: потоком регенерованого гліколю з десорбера і потоком регенерованого висококонцентрованого гліколю зі стрипера. В обох цих схемах зниження втрат гліколю, що зумовлені його випаровуванням в сухий газ і крапельним винесенням з осушеним газом, досягається промиванням осушеного газу рідким пентаном, потік якого скеровується у верхню частину абсорбера насосом. Вказані схеми можуть реалізуватися на низькотемпературному устаткуванні (скраплення газів) газопереробних заводів, де необхідно досягати глибокого осушування газу. У випадку температур вище 50 °C на стандартних гліколевих устаткуваннях передбачають охолодження газу в апаратах повітряного охолодження перед подаванням його на осушування. Якщо температура газу нижча 6—8 °C, то перед подаванням газу на устаткування гліколевого осушування його підігрівають у печі підігрівання чи в теплообміннику. Ступінь охолодження чи підігрівання газу перед подаванням його на устаткування осушування вибирають, виходячи з розрахункової температури контакту, необхідної точки роси і враховуючи фізико-хімічні властивості осушувача. За усталеними нормами експлуатації насичення розчину осушувача беруть рівним 2,5 %. Витрату розчину гліколю в системі циркуляції визначають розрахунком, але беруть не менше 20 л/1000 м3 осушуваного газу. Втрати осушувача не повинні перевищувати 20 г/1000м3 (винесення, випаровування тощо).